# Lotnisko Nanumea
Lotnisko Nanumea – drugie lotnisko Tuvalu, zlokalizowane na atolu Nanumea. 
Lotnisko funkcjonowało w latach 1943–1945 jako baza USAAF. 
Ponieważ Nanumea jest najdalej na północ położoną wyspą archipelagu Ellis, położoną znacząco bliżej Tarawy (840 km, w porównaniu do 1150 km od Funafuti i 1700 km od Kantonu), po rozpoznaniu w lipcu 1943 roku i uznaniu, że jest wystarczająco duża by pomieścić lotnisko, w sierpniu wydano polecenie jej zajęcia. W połowie miesiąca przybyły pierwsze oddziały marines i 16. batalion Seabees, którego żołnierze rozpoczęli budowę bazy. We wrześniu liczba Amerykanów (ok. 860) dorównała liczbie tubylców, by ich następnie przewyższyć, sięgając 2000.
Lotnisko, o zamierzonej długości 2000 m pasa zaczęto budować 12 września, a już 20 września mogło przyjmować mniejsze samoloty, jak myśliwce (aczkolwiek też tego samego dnia wylądował na nieukończonym pasie bombowiec wracający z rajdu na Tarawę). Komunikację zapewniały barki LCT i okręty desantowe LST. Kilka barek uległo zniszczeniu na rafach, podobnie jak okręt desantowy LST-203, którego wrak pozostał na wyspie. Żeby ułatwić komunikację i zapobiec wypadkom, Seabees wycięli w rafie półkilometrowy kanał do wewnętrznej laguny. Baza w szczycie rozwoju miała 24 km dróg, zbiorniki na 450 ton wody słodkiej i instalacje odsalające produkujące 157 ton wody dziennie. 
Wyspa i lotnisko były czterokrotnie atakowane przez japońskie samoloty. Pierwszy atak miał miejsce w czasie lądowania, gdy japoński samolot rozpoznawczy ostrzelał żołnierzy. 8 września nalot dziesięciu bombowców zniszczył stanowisko obrony przeciwlotniczej, zabijając pięciu żołnierzy i raniąc dalszych siedmiu; w kolejnym nalocie 11 września zginął jeden Amerykanin. Ostatni atak miał miejsce 11 listopada: 12 japońskich maszyn zniszczyło skład amunicji, zabiło jednego i raniło dwóch żołnierzy. Obrona przeciwlotnicza zestrzeliła jeden bombowiec Betty. Żaden tubylec nie zginął w wyniku ataku nieprzyjacielskiego, ale choroby zawleczone przez wojska amerykańskie spowodowały dwukrotnie podwyższoną śmiertelność w latach 1943-44.
Na lotnisku od 12 listopada 1943 do 4 stycznia 1944 było główną bazą 30. Bombardment Group, której Liberatory atakowały stamtąd cele na wyspach Marshalla, w okresie poprzedzającym atak na wyspach Gilberta (operacja Galvanic). Stacjonowały tam dywizjony:
- 27th Bombardment Squadron (Heavy) – od 10 listopada 1943 do 26 lutego 1944[9].
- 38th Bombardment Squadron (Heavy) – od 12 listopada 1943 do 26 lutego 1944[10].
- 41th Fighter – od 28 listopada 1943 do 15 stycznia 1944[11].
- VP-72 – dywizjon US Navy (Consolidated PBY Catalina), wydzielone sekcje  latały z Nanumea na patrole ratownicze[12]

Po zdobyciu atolu Kwajalein tam przeniesiono główną bazę lotnictwa i marynarki, demontując wyposażenie z baz na wyspach Ellis. W lutym 1944 16. batalion Seabees został zastąpiony przez 553. Maintaince Unit. Na lotnisku Nanumea prace demontażowe zakończono w listopadzie 1944 roku, a grudniu wycofano garnizon, pozostawiając tylko małą jednostkę łączności.
Lotnisko nie jest wykorzystywane komercyjnie, ale lądują na nim małe samoloty transportu lokalnego i ratunkowego.